# Лунов-Штольценхаген
Лунов-Штольценхаген (нем. Lunow-Stolzenhagen) — община в Германии, районный центр, расположен в земле Бранденбург.
Входит в состав района Барним. Подчиняется управлению Одерберг. Население составляет 1194 человека (на 31 декабря 2010 года). Занимает площадь 33,69 км².
Коммуна подразделяется на 2 сельских округа.
| Год  | Население |
| ---- | --------- |
| 2005 | 1239      |
| 2010 | 1203      |

## Галерея

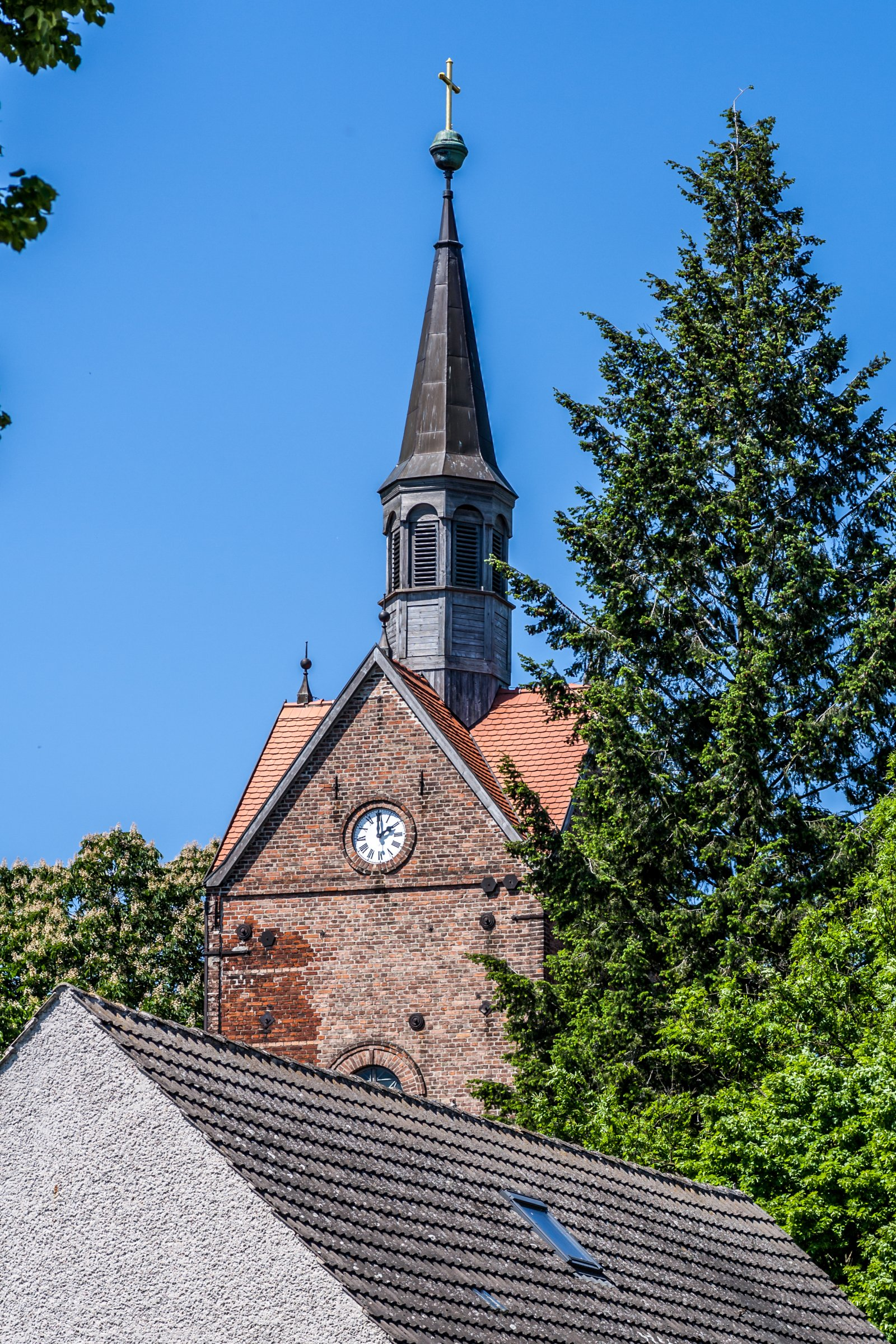
Turm der Dorfkirche Lunow
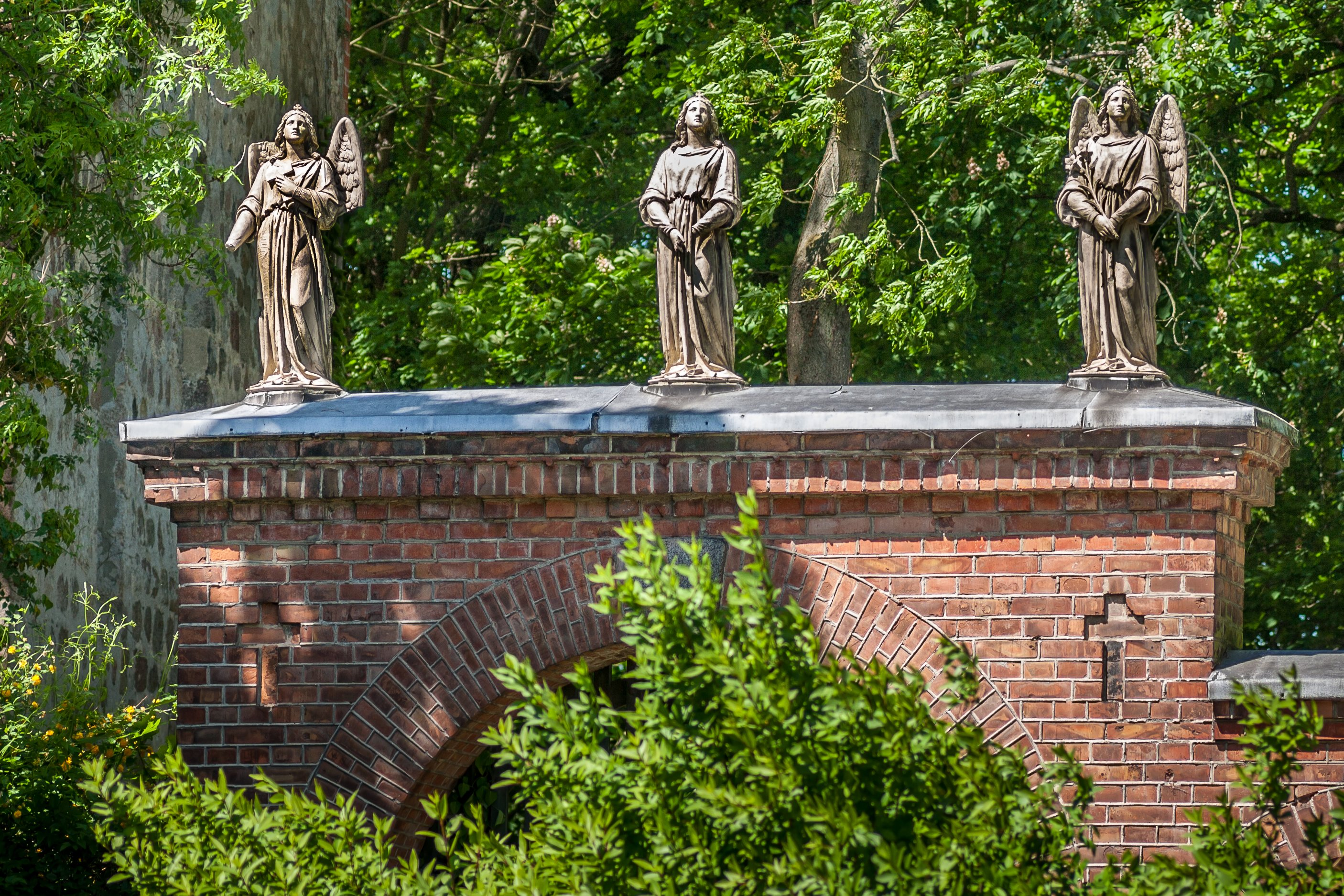
Die drei Schutzengel auf dem Friedhofsportal Lunow
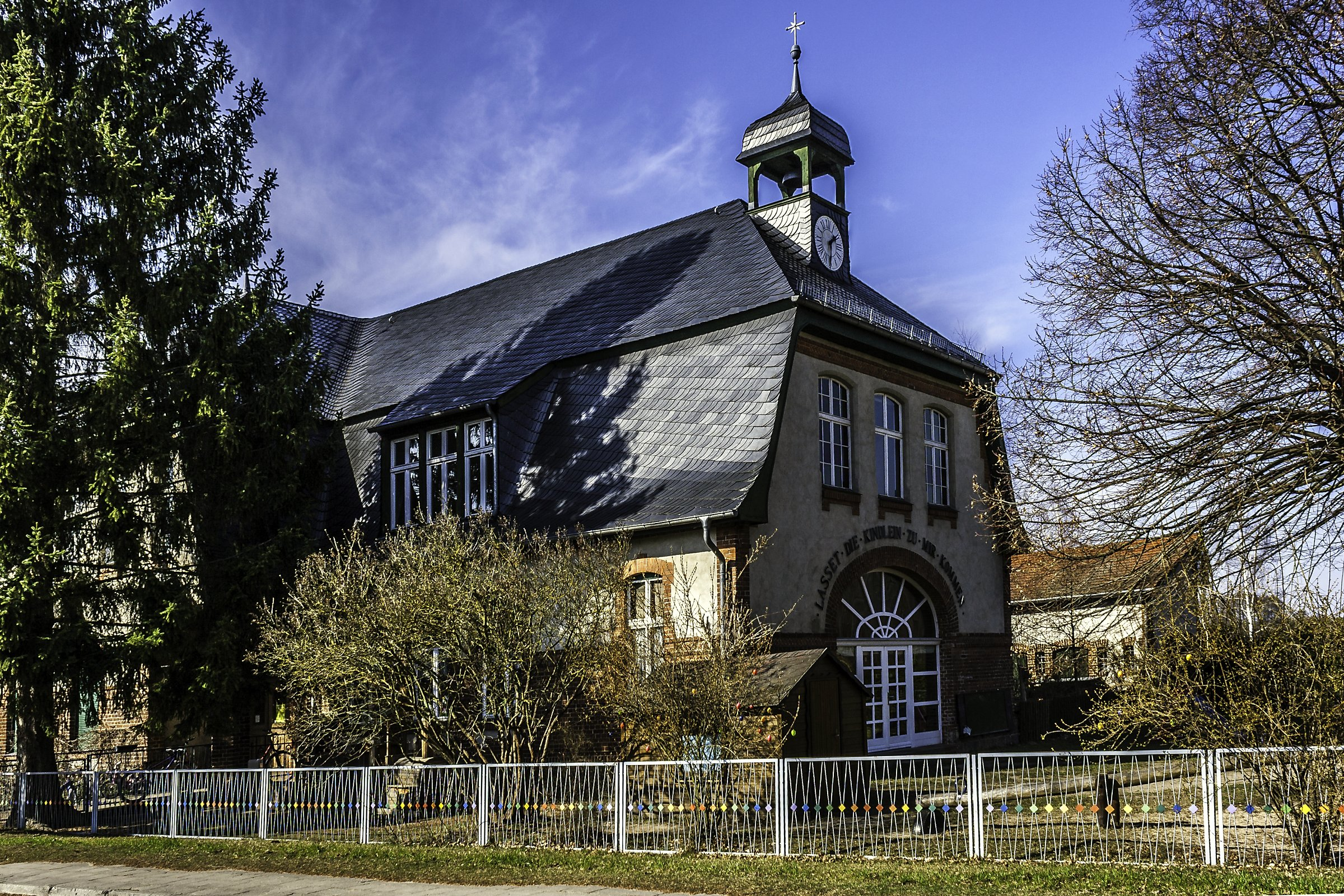
Evang. Kindergarten Lunow
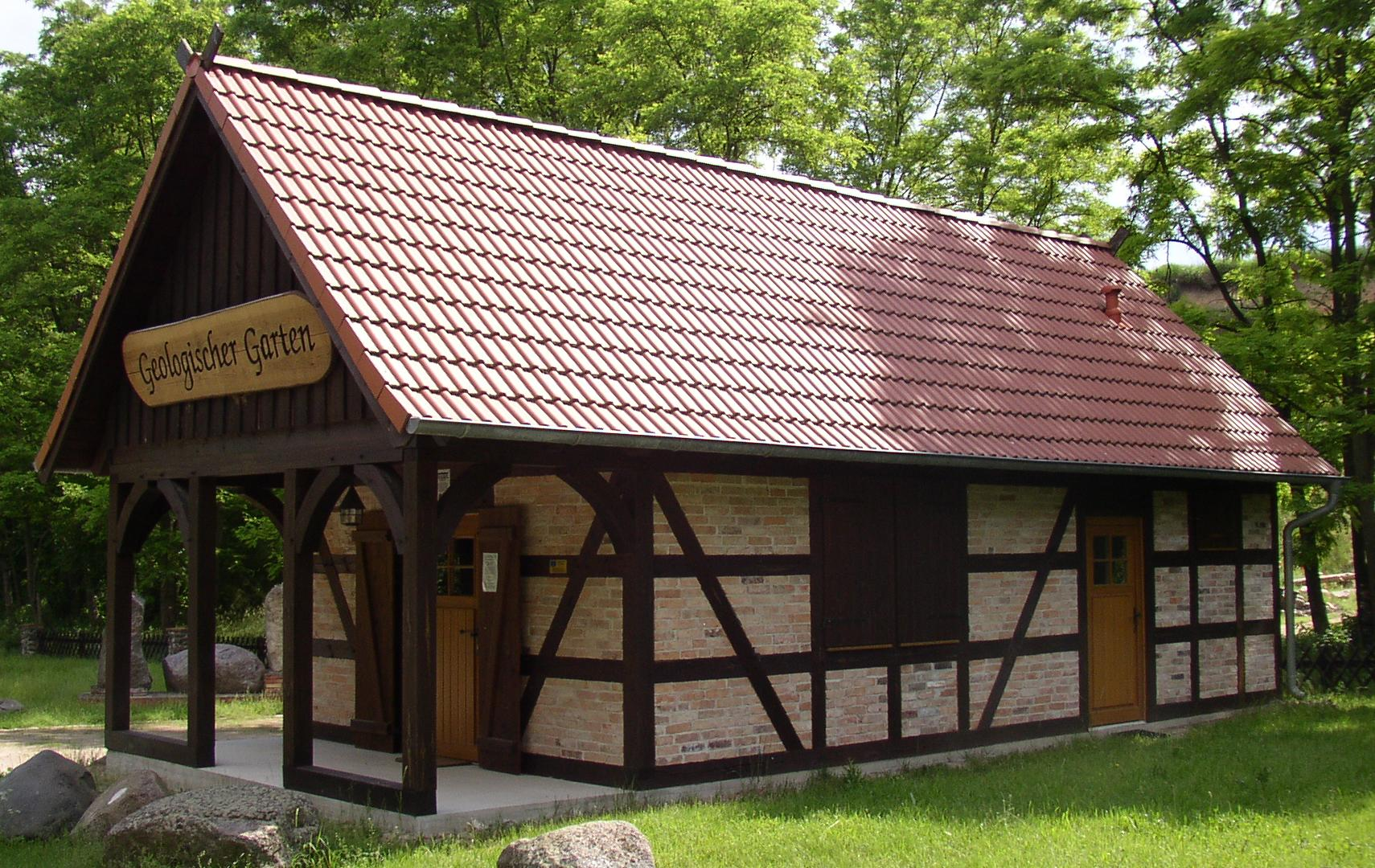
Vorlaubenhaus im Geologischen Garten in Stolzenhagen
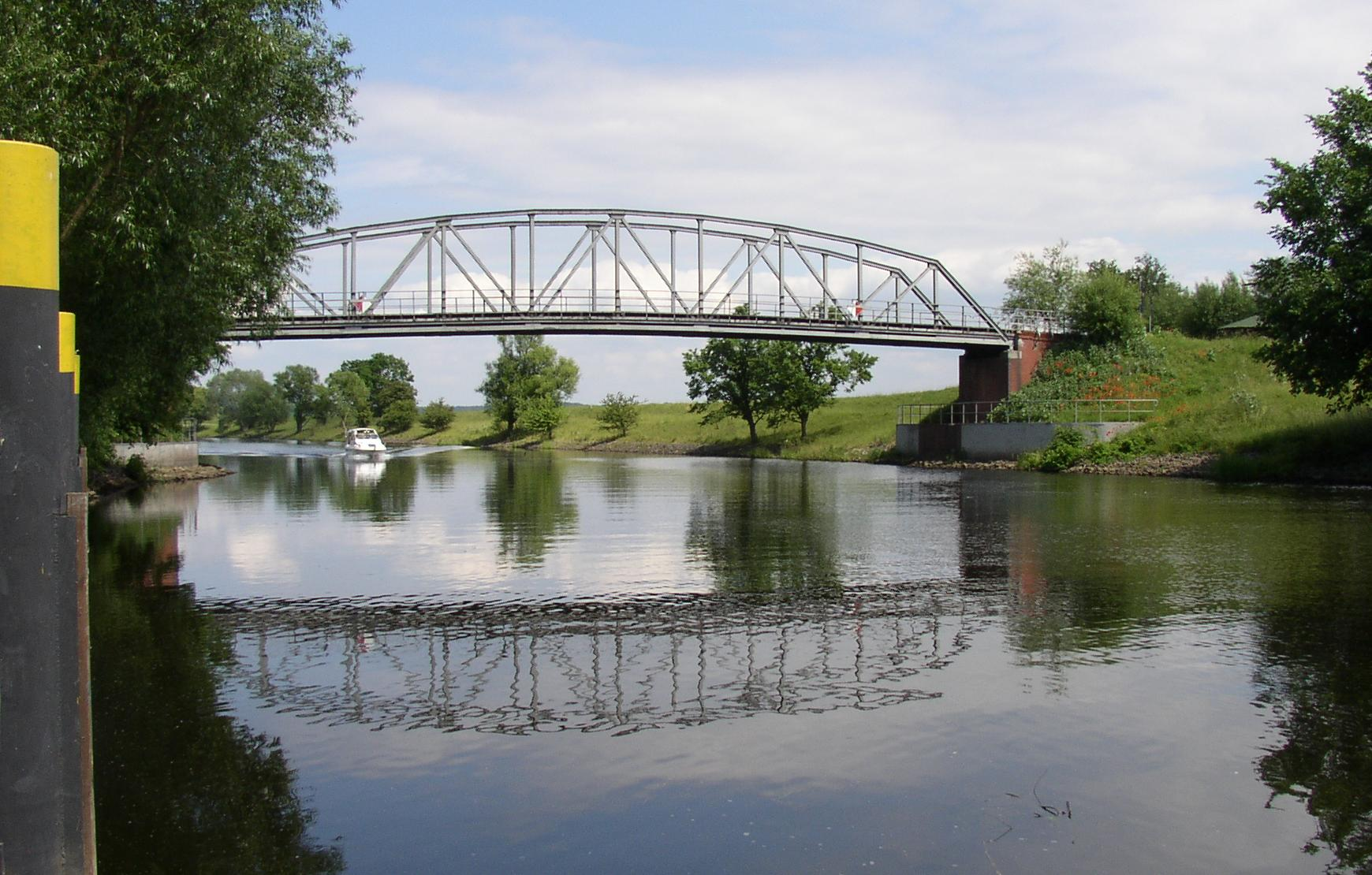
Brücke über die Hohensaaten-Friedrichsthaler Wasserstraße in Stolzenhagen
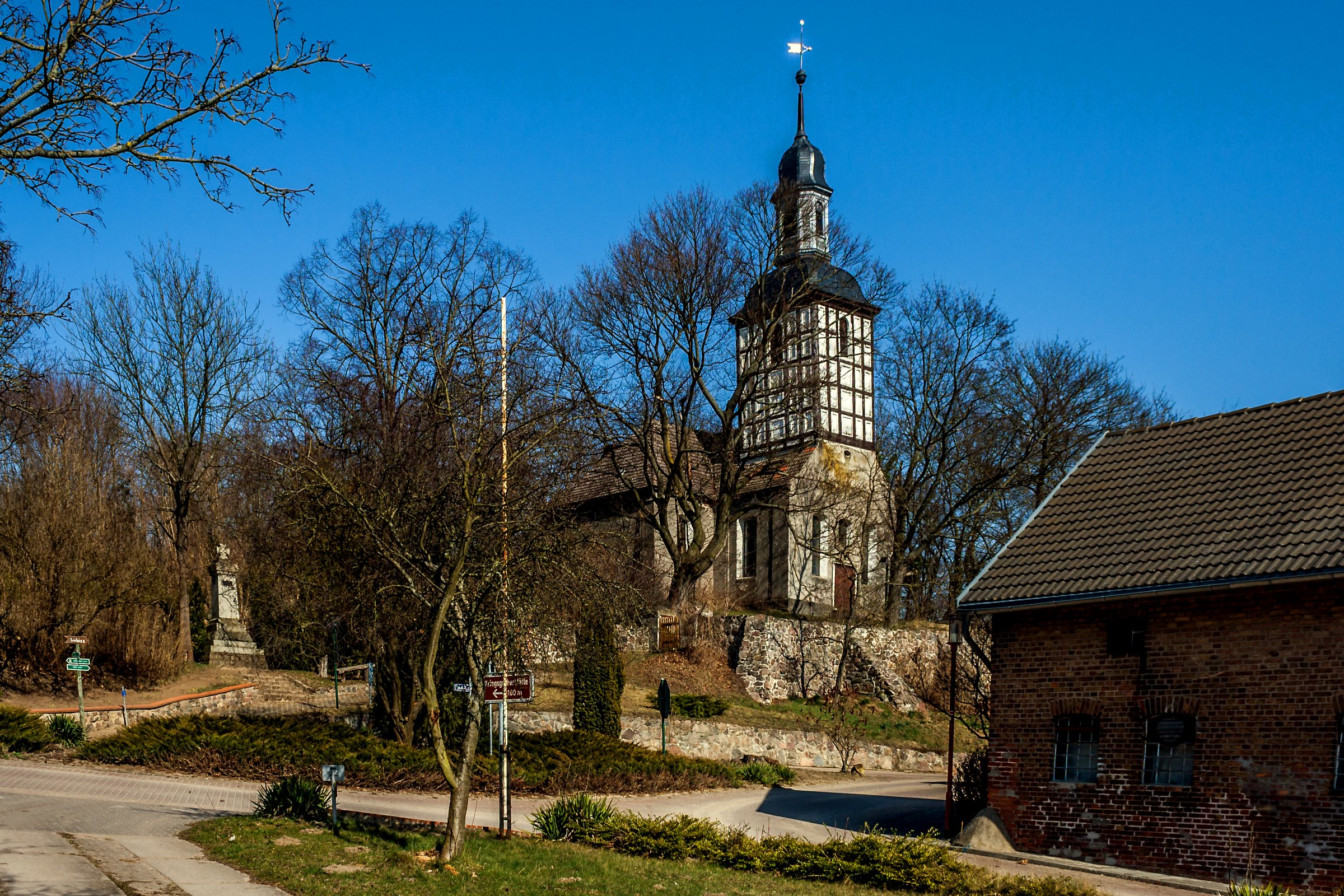
Kirche Stolzenhagen